# Florensovit
Florensovit ist ein sehr selten vorkommendes Mineral aus der Mineralklasse der „Sulfide und Sulfosalze“ mit der Endgliedzusammensetzung Cu(Cr1,5Sb0,5)S4 und damit chemisch gesehen ein Kupfer-Chrom-Antimon-Sulfid. Strukturell gesehen gehört Florensovit zur Gruppe der Spinelle.
Florensovit kristallisiert im kubischen Kristallsystem, konnte bisher jedoch nur in Form von schlackeähnlichen Körnern bis etwa 0,8 mm Größe und krustigen Überzügen auf Eskolait und Karelianit gefunden werden. Das Mineral ist in jeder Form undurchsichtig (opak) und zeigt auf den Oberflächen der schwarzen, im Auflicht auch hell cremefarbenen, Körner einen diamantähnlichen bis metallischen Glanz. Die Strichfarbe von Florensovit ist ebenfalls schwarz.

## Etymologie und Geschichte
Entdeckt wurde Florensovit im Marmor-Steinbruch Pereval (auch Grube Kaber) bei Sljudjanka nahe dem Baikalsee in der russischen Region Ostsibirien. Die Analyse und Erstbeschreibung erfolgte durch L. Z. Resnizki, E. V. Skljarow, L. F. Piskunowa, Z. F. Uschapowskaja (russisch: Л. З. Резницкий, Е. В. Скляров, Л. Ф. Пискунова, З. Ф. Ушаповская), die das Mineral nach dem sowjetischen Geologen Nikolai Alexandrowitsch Florensow (russisch: Николая Александровича Флоренсова; 1909–1986) benannten. Dieser war Professor an der Staatlichen Universität Irkutsk, korrespondierendes Mitglied der Akademie der Wissenschaften der UdSSR und Gründer der sibirischen Schule für Neotektonik und Geomorphologie.
Das Mineralogenteam um Resnizki reichte seine Untersuchungsergebnisse und den gewählten Namen 1987 bei der International Mineralogical Association ein (interne Eingangs-Nr. der IMA: 1987-012), die den Florensovit als eigenständige Mineralart anerkannte. Die Publikation der Erstbeschreibung folgte zwei Jahre später im russischen Fachmagazin Sapiski Wsessojusnogo Mineralogitscheskogo Obschtschestwa (russisch Записки Всесоюзного Минералогического Общества, englisch Zapiski Vsesoyuznogo Mineralogicheskogo Obshchestva) und wurde 1990 mit der Publikation der New Mineral Names im englischsprachigen Fachmagazin American Mineralogist nochmals bestätigt.
Das Typmaterial des Minerals wird im Zentralsibirischen Geologischen Museum in Nowosibirsk und in der Mineralogischen Sammlung der Staatlichen Bergbau-Universität Sankt Petersburg (ehemals Staatliches Bergbauinstitut) in Sankt Petersburg unter der Sammlungs-Nr. 2077/1–2 aufbewahrt.

## Klassifikation
Die strukturelle Klassifikation der IMA zählt den Florensovit zur Spinell-Supergruppe, wo er zusammen mit Carrollit, Cuproiridsit, Cuprokalininit, Fletcherit, Malanit, Rhodostannit und Toyohait die „Carrollit-Untergruppe“ innerhalb der „Thiospinelle“ bildet (Stand 2019).
Die bekannten und zunächst nach chemischer Zusammensetzung ordnenden Mineralsystematiken sortieren den Florensovit in die Mineralklasse der „Sulfide und Sulfosalze“ ein.
Da der Florensovit erst 1987 als eigenständiges Mineral anerkannt wurde, ist er in der seit 1977 veralteten 8. Auflage der Mineralsystematik nach Strunz noch nicht verzeichnet. Einzig im Lapis-Mineralienverzeichnis nach Stefan Weiß, das sich aus Rücksicht auf private Sammler und institutionelle Sammlungen noch nach dieser alten Form der Systematik von Karl Hugo Strunz richtet, erhielt das Mineral die System- und Mineral-Nr. II/D.01-60. In der „Lapis-Systematik“ entspricht dies der der Abteilung „Sulfide mit [dem Stoffmengenverhältnis] Metall : S,Se,Te < 1 : 1“, wo Florensovit zusammen mit Bornhardtit, Cadmoindit, Carrollit, Cuprokalininit, Daubréelith, Fletcherit, Greigit, Indit, Kalininit, Linneit, Polydymit, Siegenit, Trüstedtit, Tyrrellit und Violarit die „Linneit-Gruppe“ bildet (Stand 2018).
Die seit 2001 gültige und von der IMA bis 2009 aktualisierte 9. Auflage der Strunz’schen Mineralsystematik ordnet den Florensovit dagegen in die Abteilung der „Metallsulfide mit M : S = 3 : 4 und 2 : 3“ ein. Diese ist weiter unterteilt nach dem genauen Stoffmengenverhältnis, so dass das Mineral entsprechend seiner Zusammensetzung in der Unterabteilung „M : S = 3 : 4“ zu finden ist, wo es zusammen mit Bornhardtit, Cadmoindit, Carrollit, Cuproiridsit, Cuprorhodsit, Daubréelith, Ferrorhodsit (diskreditiert, da identisch mit Cuprorhodsit; IMA 2017-H), Fletcherit, Greigit, Indit, Kalininit, Linneit, Malanit, Polydymit, Siegenit, Trüstedtit, Tyrrellit, Violarit und Xingzhongit die „Linneitgruppe“ System-Nr. 2.DA.05 bildet.
Die von der Mineraldatenbank „Mindat.org“ weitergeführte Strunz-Klassifikation, die sich im Aufbau nach der 9. Auflage der Strunz’schen Mineralsystematik richtet, führt in der Gruppe 2.DA.05 auch die nach 2009 neu beschriebenen Spinelle Berndlehmannit, Cuprokalininit, Joegoldsteinit, Nickeltyrrellit und Shiranuiit auf. Die Spinelle Ezochiit und Grimmit werden hier zusammen mit Ferrodimolybdänit (FeMo2S4), Zaykovit (Rh3Se4) und Zolenskyit (FeCr2S4) der allgemeineren Gruppe 2.DA (Metallsulfide mit M:S=3:4) zugewiesen.
Auch die vorwiegend im englischen Sprachraum gebräuchliche Systematik der Minerale nach Dana ordnet den Florensovit in die Abteilung der „Sulfidminerale“ ein. Hier ist er ebenfalls in der „Linneitgruppe (Isometrisch: Fd3m)“ mit der System-Nr. 02.10.01 innerhalb der Unterabteilung „Sulfide – einschließlich Seleniden und Telluriden – mit der Zusammensetzung AmBnXp, mit (m+n) : p = 3 : 4“ zu finden.

## Chemismus
In der Endgliedzusammensetzung Cu(Cr1,5Sb0,5)S4 bilden Chrom und Antimon ein Stoffmengenverhältnis von 1,5 : 0,5 beziehungsweise ganzzahlig ausgedrückt von 3 : 1. Diese Zusammensetzung entspricht einem Massenanteil (Gewichts-%) von 19,22 Gew.-% Cu, 23,59 Gew.-% Cr, 18,41 Gew.-% Sb und 38,79 Gew.-% S.
Insgesamt 39 Mikrosondenanalysen an den natürlichen Mineralproben aus der Typlokalität Sljudjanka in Sibirien ergaben eine leicht abweichende Zusammensetzung von 18,80 Gew.-% Cu, 24,24 Gew.-% Cr, 19,17 Gew.-% Sb und 38.45 Gew.-% S sowie zusätzlich geringe Gehalte von 0,75 Gew.-% Zn und 0,02 Gew.-% V. Diese Werte korrespondieren mit der empirische Zusammensetzung Cu0,972Zn0,038Cr1,531Sb0,517V0,001S3,940, die zur eingangs genannten Formel idealisiert wurde.
Florensovit bildet mit Kalininit (ZnCr2S4) eine lückenlose Mischkristallreihe, wobei das Cu:Sb-Verhältnis konstant bei 2 : 1 liegt.

## Kristallstruktur
Florensovit kristallisiert mit kubischer Symmetrie der Raumgruppe Fd3m (Raumgruppen-Nr. 227) mit dem Gitterparameter a = 10,01 Å sowie 8 Formeleinheiten pro Elementarzelle.

## Eigenschaften
Cu(Cr,Sb)2S4 ist eines von wenigen Verbindungen mit starken magnetischen Eigenschaften, obwohl keines der als ferromagnetisch bekannten Elemente Eisen, Cobalt und Nickel beteiligt ist.
Mit einer Mohshärte von 5 gehört Florensovit zu den mittelharten Mineralen, das sich wie das gleich harte Referenzmineral Apatit noch mit einem Taschenmesser ritzen lässt. Eine beobachtbare Spaltbarkeit fehlt dem Mineral, allerdings reagiert es auf mechanische Belastung spröde, das heißt, der beim ritzen entstehende Staub springt von der Oberfläche weg.

## Bildung und Fundorte
Florensovit bildete sich in den Cr- und V-reichen Meta-Sedimentgesteinen des Sljudjanka-Granulitkomplexes südlich des Baikalsees in der russischen Region Sibirien. Das anstehende Gestein wird hauptsächlich aus den Mineralen Calcit, Diopsid und Quarz gebildet. Als weitere Paragenesen von Florensovit fanden sich unter anderem die ebenfalls zur Spinellgruppe gehörenden Minerale Franklinit und Magnesiochromit, die zur Gruppe der Granate gehörenden Minerale Uwarowit und Goldmanit sowie Apatit, Baryt, Chalkopyrit, Ilmenit, Karelianit-Eskolait-Mischkristalle, Pyrrhotin, Pyrit, Tremolit und Zirkon.
Der als Typlokalität geltende Marmor-Steinbruch Pereval bei Sljudjanka ist der bisher einzige bekannte Fundort für Florensovit (Stand 2020).